# Labastida Clarenza

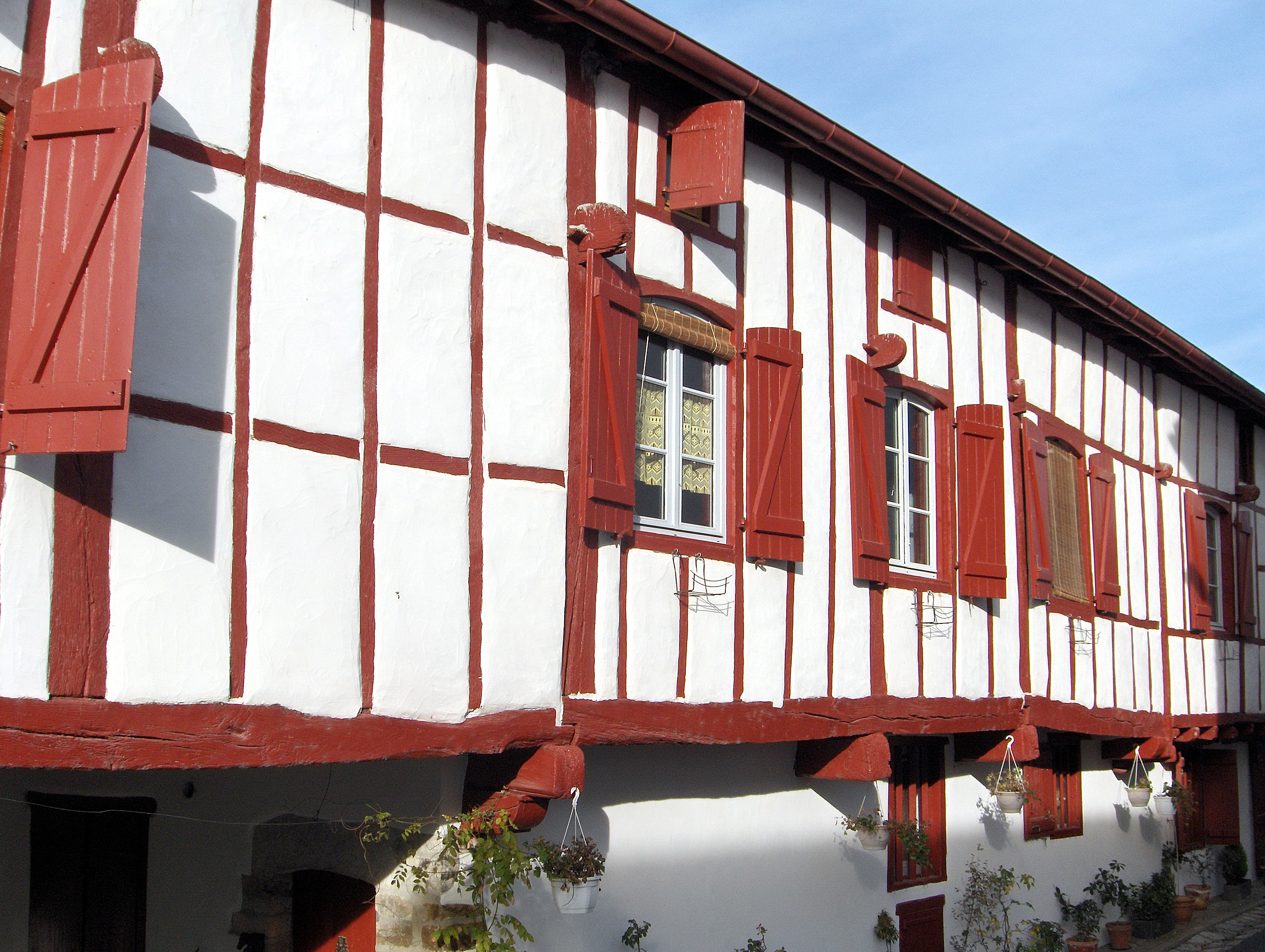
Labastida Clarenza.

Labastida Clarenza o Labastida de Clarenza (en euskera: Bastida o Bastida Arberoa; en francés: La Bastide-Clairence; en gascón La Bastida de Clarença) es una localidad y comuna francesa situada en el departamento de los Pirineos Atlánticos y la región Aquitania.
Clasificada como una de "Les plus beaux villages de France", esta bastida navarra se sitúa en la zona más septentrional de la antigua región de Ultrapuertos, luego conocida como la Baja Navarra, que estaba bajo la jurisdicción de la castellanía de San Juan de Pie de Puerto y como parte de la merindad de Sangüesa. Había sido segregada de la Tierra de Arbeloa (Arberoa) y el rey Luis I de Navarra, les concedió un fuero fundacional en 1312.
Su gentilicio es bastidot en gascón y bastidar en euskera.

## Geografía
Labastida Clarenza limita al norte con Bardos y Urt, al oeste con Hasparren, al sur con Ayherre y al este con Orègue.
Riegan el municipio los ríos Joyeuse (al oeste) y Arbérou (al este).

## Historia

### Orígenes
Esta bastida navarra fue fundada sobre una «casa-fuerte denominada Nau peciada, construida en el transcurso de 1284 en el extremo septentrional del reino de Navarra». Sin embargo, a finales del siglo XIX se forja una leyenda sobre su fundación en 1288 por Claire de Rabastens, sobre una ladera a orillas del río Aran, de ahí se explicaría su nombre gascón Bastida de Clarença. Claire de Rabastens habría llegado al lugar acompañada de 800 refugiados procedentes de Bigorra. Pero «esta leyenda histórica no encuentra apoyo alguno en la documentación que conocemos en la actualidad sobre la historia de Navarra del siglo XIV. Sin embargo, las leyendas tienen a menudo un fondo de verdad y, al margen del tema relativo al nombre de Clairence, lo que sí sabemos es que el Fuero de La Bastide fue "tomado prestado" del concedido a la villa de Rabastens de Bigorre.»
A esta primera fundación se les otorgó una carta en julio de 1312, de parte de Luis I de Navarra, también llamado Hutin u Obstinado, futuro Luis X de Francia. El nacimiento de este pueblo responde a la necesidad del reino de Navarra de crear una ciudad-fortaleza en esta arbolada zona fronteriza. 

### La villa de Clarenza
Al margen del origen legendario vinculado a la dama bigorresa, se postula «una relación con la ciudad portuaria del mismo nombre ubicada en el reino de Morea, nombre con el que se conocía en la Edad Media a la península del Peloponeso, sita en Grecia.» Tal vínculo se explica con las expediciones cruzadas de los miembros de la Casa de Champaña, especialmente de los reyes navarros Teobaldo I y Teobaldo II. El rey Luis I de Navarra era sobrino-nieto de Teobaldo II que participó en la cuarta cruzada durante la cual fue tomada la ciudad griega de Clarenza.

### Fuero de frontera
Emitido por la cancillería real de Navarra en Vincennes, en julio de 1312, Luis I de Navarra, siguiendo el ejemplo de su padre, Felipe I de Navarra y IV de Francia. Este monarca, en 1288, había concedido a la villa de Rabastens, en Bigorra, un fuero similar. Presenta este documento una peculiaridad, la definición expresa y concreta del término «fuero» como «la suma de una serie de "libertades, franquicias y costumbres" concedidas por el rey a la población de la nueva villa que se fundaba en ese instante», una concesión «antes de ser construida». El objetivo de tal acto persigue atraer nuevos pobladores mediante «una serie de mejoras sociales y económicas.»
Labastida Clarenza, como su nombre indica, es una ciudad-fortaleza. El historiador Paul Broca ve allí los restos de su antigua y poderosa fortaleza en 1875.
Labastida Clarenza fue acogiendo poco a poco a una población comerciante venida del suroeste de Francia. Más tarde, acogerá a refugiados españoles que huyen de la Inquisición,[cita requerida] y a vascos de las ciudades y pueblos de los alrededores. Existe otra versión sobre el origen de la ciudad, que afirma que habría sido poblada por colonos descendientes de diversos lugares, y sobre todo, de peregrinos de Santiago de Compostela llamados los francos.
Hacia 1700, la población era de 2.000 personas. Los habitantes vivían de la industria de la fábrica de clavos, de la confección de la lana, de la industria de géneros de punto y de la agricultura. Ferias de 12 días aseguran la prosperidad de la ciudad. Si bien en el siglo XVI los habitantes no hablaban el vasco, sino el gascón, poco a poco adoptarán la lengua y las costumbres vascas. La ciudad contaba en el siglo XVII con 320 casas y molinos. De 1575 a 1789, La Bastide de Clairence dependió de los señores de Gramont. Entonces, la ciudad contaba con una importante comunidad judía, tras la expulsión de los judíos portugueses en 1496.
Aún hoy, la place des Arceaux y sus casas de entramado albergan numerosos artesanos. Entre estas casas típicas, se distinguen dos tendencias arquitectónicas:
- el estilo labortano, con techos de frontón, tejado de dos vertientes, fachadas de entramado de color rojo o verde sobre voladizos, y montantes y dinteles esculpidos.
- un estilo de casas navarras con tejado de 4 vertientes y puertas en arco de bóveda.

Labastida Clarenza ha sido galardonada con el título de "Les plus beaux villages de France", otorgado por una asociación independiente cuyo objetivo es promover las bazas turísticas de pequeños municipios franceses con un rico patrimonio.
El municipio, antaño denominado Labastide-Clairence, fue rebautizado como Labastida Clarenza el 25 de junio de 1988.

## Heráldica
Losanjado de gules y oro, y brochante sobre el todo una faja de oro.

## La comunidad israelita
Duró aproximadamente 200 años, desde comienzos del siglo XVII a finales del siglo XVIII.
A finales del siglo XVI, se instalaron en Bayona israelitas sefardíes venidos de España y sobre todo de Portugal, de donde se dispersaron a las tres pequeñas ciudades de Peyrehorade (donde los acogió el señor de Aspremont), Bidache y Labastida Clarenza, donde los protegía el duque de Gramont.
A menudo llamados "portugueses", los israelitas de La Bastida se repartían entre 70 y 80 familias en el siglo XVII. Vivieron allí en una comunidad relativamente autónoma designada con la expresión de "nación judía" y dispusieron de un cementerio distinto del cementerio cristiano, que se abrió a comienzos del siglo XVII.
Las inscripciones de las tumbas, 62 en total, fueron estudiadas por el profesor Gérard Nahon de 1962 a 1964. La tumba más antigua data de 1620, la más reciente de 1785. En 18 de ellas, la fecha del fallecimiento viene expresada en el calendario hebreo. A partir de 1659, todos los nombres son bíblicos: Jacob, Isaac, Benjamín..., Esther, Sarah, Rebecca... Entre los nombres de familia figuran Dacosta, Henriquez, Lopez, Nunez, Depas, Alvares...
El número de israelitas disminuyó notablemente a mediados del siglo XVIII, cuando no se contaban más que una quincena de familias judías. Pasaron a ser sólo seis en 1798.
El cementerio pertenece al Consistorio israelita de Bayona.

## Administración
| Fecha de elección                              | Identidad          |
| ---------------------------------------------- | ------------------ |
| No se conocen aún los datos anteriores a 1995. |                    |
| 1995                                           | Léopold Darritchon |
| 2001                                           | Léopold Darritchon |

## Demografía
| Gráfica de evolución demográfica de La Bastide-Clairence entre 1800 y 2012 |
|                                                                            |

Fuentes: Ldh/EHESS/Cassini e INSEE.

## Arte y arquitectura
- Iglesia del siglo XIV con un porche románico.
- Trinquete. Es «uno de los escasos ejemplos de trinquetes en activo que originariamente nacieron como lugar donde se practicaba el jeu de paume.» Recientes estudios dendrocronológicos han certificado que tiene, al menos, 500 años de antigüedad.[6]